# سقوط بر روی تو
سقوط بر روی تو (کره‌ای: 사랑의 불시착; هانجا: 사랑의 不時着) یک مجموعهٔ تلویزیونی کره جنوبی سال ۲۰۱۹، نوشتهٔ پارک جی یون و به کارگردانی لی جونگ هیو است که هیون بین، سون یه جین، سو جی هه و کیم جونگ هیون در آن به ایفای نقش پرداخته‌اند. این مجموعه از ۱۴ دسامبر ۲۰۱۹ تا ۱۶ فوریهٔ ۲۰۲۰، برای ۱۶ قسمت از شبکهٔ تی‌وی‌اِن و در سراسر جهان از طریق نتفلیکس پخش شد.
این سریال دومین درام تلویزیونی پربیننده در شبکه تی‌وی‌اِن و چهارمین درام تلویزیونی پربیننده در تاریخ تلویزیون کابلی کره جنوبی است.

## خلاصه داستان
یون سه ری (سون یه جین) یک تاجر موفق در کره جنوبی است. او یک روز برای پاراگلایدر به کوه‌های مرزی میرود، ناگهان طوفانی عظیم رخ داده و یون سه ری به آنطرف مرزهای کره جنوبی، یعنی در خاک کره شمالی سقوط می‌کند. ری جونگ هیوک (هیون بین) یک افسر گشت زنی در مرزهای کره شمالی است که بطور اتفاقی در یکی از روزهای گشت‌زنی‌اش با یون سه ری روبه‌رو می‌شود و....

## بازیگران

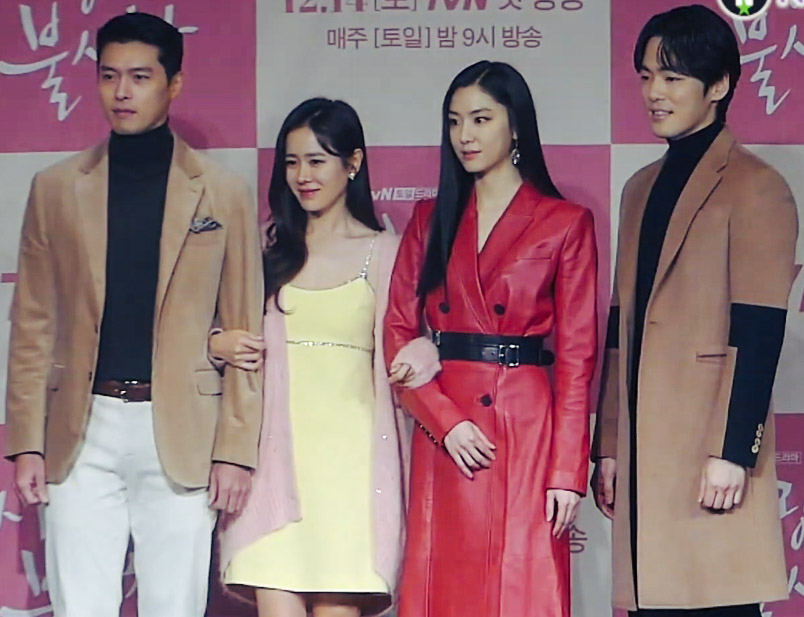
هیون بین، سون یه جین، سو جی هه و کیم جونگ هیون در کنفرانس مطبوعاتی برای سریال سقوط بر روی تو در دسامبر ۲۰۱۹.

### اصلی
- هیون بین در نقش ری جونگ هیوک[۸]
- سون یه جین در نقش یون سه ری[۸]
- سو جی هه در نقش سو دان[۹]
- کیم جونگ هیون در نقش گو سونگ جون / آلبرتو گو[۱۰]